# Warioware: Touched!
WarioWare: Touched! är ett spel till Nintendo DS och Nintendo DS Lite utgivet av Nintendo. Spelet består av en samling minispel och spelas med pekpenna och mikrofon.
Spelet är en del i WarioWare-serien som också finns på Game Boy Advance och Gamecube. Serien kommer också representeras på Nintendos Wii.